# Харлан, Джон Маршалл II
Джон Маршалл Харлан (англ. John Marshall Harlan II; 20 мая 1899, Чикаго — 29 декабря 1971, Вашингтон) — американский юрист, член Верховного суда США в 1955—1971 годах. Тёзка своего деда Джона Маршалла Харлана, тоже судьи, который работал в Верховном суде с 1877 по 1911 год.

## Биография
Родился 20 мая 1899 года в Чикаго. Его отец, Джон Мейнард Харлан, был юристом. Многие члены семьи проявили себя в политике. Джордж Харлан, основатель рода, занимал пост губернатора штата Делавэр в XVII веке. Его прадед Джеймс Харлан в 1830-х годах заседал в Конгрессе, его дед, Джон Маршалл Харлан, был членом Верховного суда США, а его дядя Джеймс С. Харлан — генеральным прокурором Пуэрто-Рико.
Харлан окончил Принстонский университет, затем, получив стипендию Родса, продолжил обучение в Оксфорде. В 1923 году вернулся в США и устроился на работу в юридическую фирму «Руфь, Кларк, Бакнер и Хауленд», одновременно обучаясь в Юридической школе Нью-Йорка. Позже работал помощником районного прокурора в Южном округе Нью-Йорка и специальным помощником генерального прокурора Нью-Йорка. В 1954 году Харлан назначен в Апелляционный суд второго округа США, а годом позже президент Дуайт Эйзенхауэр выдвинул его кандидатуру на пост судьи Верховного суда США после смерти судьи Роберта Джексона.
Харлана часто характеризуют как представителя консервативного крыла тогдашнего Верховного суда. Он поддерживал ограничение роли судебной власти, подчеркивая, что Верховный суд не должен рассматриваться как «главный приют для реформационных движений». Он решительно не соглашался с доктриной инкорпорации, которая утверждала, что условия федерального закона о правах касаются правительств штатов, а не только федерального правительства. В то же время, он защищал свободную интерпретацию пункта о надлежащей правовой процедуре в Четырнадцатой поправке к Конституции, аргументируя это тем, что тот пункт защищает широкий ряд прав, которые в Конституции явно не указаны.
Джона Харлана иногда называют «Великим оппозиционером» Верховного суда тех времен, он был одним из самых влиятельных судей в США в XX веке.
Судья Харлан был серьёзно болен, когда 23 сентября 1971 года ушёл в отставку. Через 3 месяца, 29 декабря, он умер от рака спинного мозга. Место Джона Харлана занял Уильям Ренквист, назначенный президентом Никсоном.